# 内浦港 (福井県)

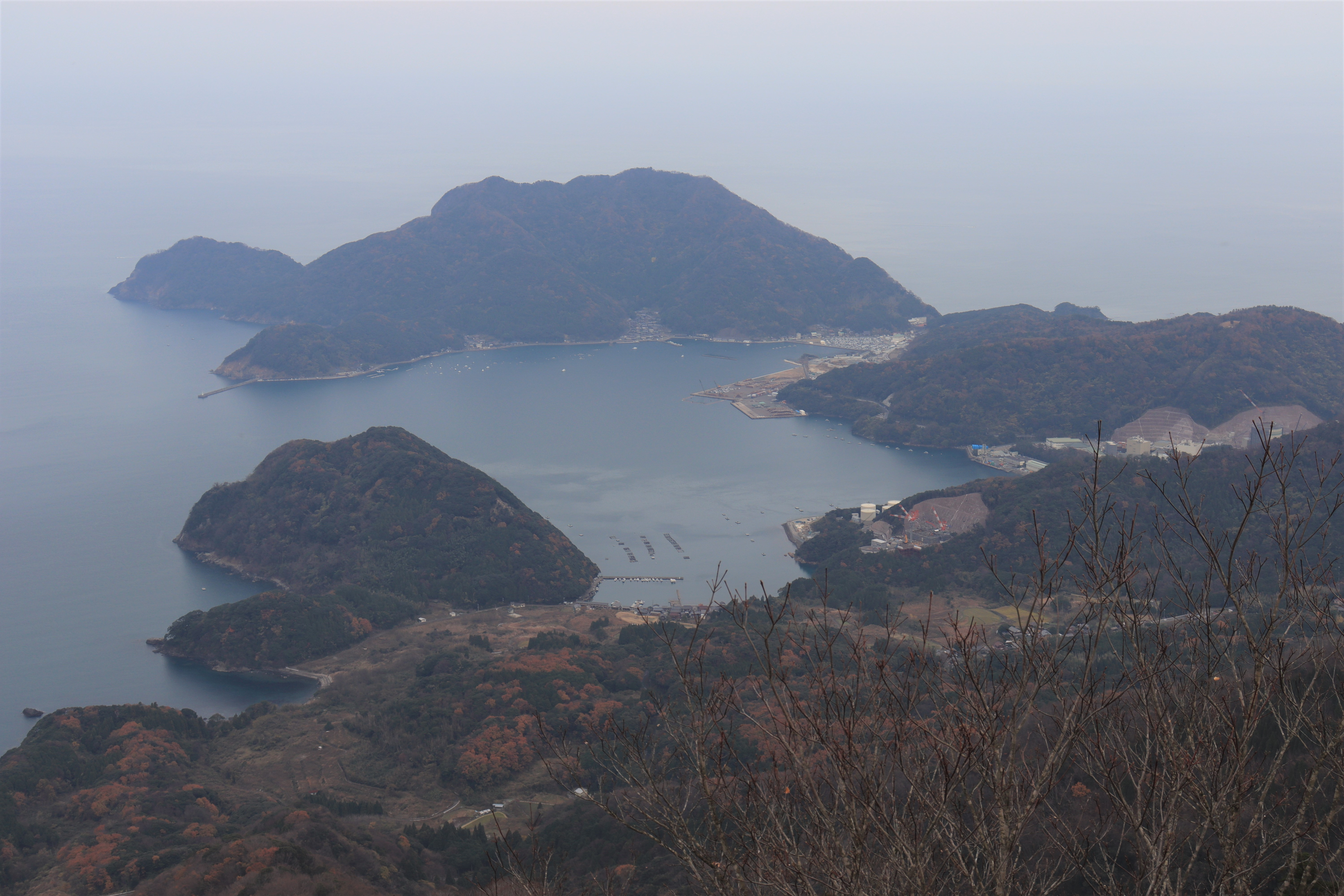
音海半島の西岸にある内浦港

内浦港（うちうらこう）は、福井県大飯郡高浜町の音海半島の西岸に位置する地方港湾。主に木材輸入の基地として利用される。

## 概要
三方を山に囲まれ波が穏やかな天然の良港である。主に関西地方の木材供給基地として利用されているが、近年の貨物量はおおむね横ばいで推移しており、その大多数が国際貿易によるものとなっている。
本来、隣接した重要港湾である舞鶴港と需要が競合するが、中国・韓国・ロシアなどのコンテナ貨物を多く扱う舞鶴港と、在来貨物（特に北洋木材）を多く扱う内浦港で使い分けが行われている。

## 沿革
- 1969年（昭和44年） - 8月1日に関税法での開港指定がなされる[1]。同年8月20日、地方港湾に認可[1][3]。

## 関係機関
港内に大阪検疫所 内浦出張所が設置されているが、非常駐官署となっている（連絡先は大阪本所）。他の機関は以下の通り。
- 第八管区海上保安本部敦賀海上保安部 小浜海上保安署（小浜市）
- 大阪税関舞鶴税関支署（京都府舞鶴市）
- 大阪出入国在留管理局舞鶴港出張所（京都府舞鶴市）
  - 但し、高浜町を含む福井県に住所を置く中期以上の在留許可は名古屋出入国在留管理局（名古屋本局並びに福井出張所）の管轄。
- 名古屋植物防疫所伏木富山支所（富山県高岡市）

## 主な利用企業
- 双日建材 舞鶴支店
- 辻井木材 舞鶴営業所・内浦営業所
- 林ベニヤ産業 舞鶴工場

## 交通
- 舞鶴若狭自動車道 舞鶴東ICから約17km